# WCW Monday Nitro
WCW Monday Nitro, spesso semplicemente noto come Nitro, era il nome del programma televisivo principale della World Championship Wrestling, federazione di wrestling contrapposta alla World Wrestling Federation. Nitro nacque nel 1995 e i pessimisti prevedevano per esso l'impossibilità di contrapporsi alla WWF, ma i fatti pochi anni dopo smentirono queste affermazioni.
La prima serata del lunedì vedeva lo scontro tra Monday Night Raw (dal marzo 1997 noto come Raw Is War) e Monday Nitro. Entrambe le federazioni avevano infatti scelto il lunedì per la trasmissione del loro programma settimanale. Da notare anche l'assonanza dei due nomi con Night Raw e Nitro che pronunciati in inglese hanno una fonetica molto simile. Per anni è stata la WWF a predominare negli ascolti televisivi, ma verso la fine degli anni novanta Nitro riuscì a catalizzare le attenzioni di tutti. Il periodo di maggior gloria è infatti coinciso con la vita del gruppo di transfughi noto come New World Order, capitanato da Hulk Hogan, che aveva tra le sue file atleti del calibro di Kevin Nash, Scott Hall e Sean Waltman solo per citare i più importanti. Al controllo creativo vi erano Eric Bischoff e Vince Russo, ex WWF. Con l'arrivo del nuovo millennio Nitro inizia a perdere colpi e Raw torna a essere il programma più visto del lunedì, guidato dalle nuove stelle della WWF come Steve Austin, The Rock e Triple H.
Il 10 ottobre 1996 Ted Turner, proprietario del broadcast TV che trasmetteva il programma della WCW, la Turner Broadcasting System, vendette la rete televisiva alla Warner Bros. A seguito della fusione con la American on Line (AOL) che di lì a poco soffrirà di una profonda crisi finanziaria, il network TV ritenne sacrificabile la federazione decidendo di non trasmettere più Nitro, ponendo così fine a una battaglia nota come guerra del lunedì sera. In seguito i diritti della WCW e parte del suo parco atleti furono acquistati dalla stessa WWF. L'ultima puntata di Nitro fu denominata The Night of Champions in quanto vennero disputati diversi match validi per tutti i titoli WCW. Nel corso della serata sul grande schermo apparve anche il proprietario della WWF Vince McMahon che comunicò in via ufficiale l'acquisto della WCW.

## Monday Night War
L'avvento di Monday Nitro portò a una forte rivalità in termini di audience con il programma Monday Night Raw della WWF. Questa rivalità è nota nel mondo del wrestling con il nome "Monday Night War" ("Guerra del lunedì sera"). Nel corso della competizione per il maggior numero di ascolti del lunedì sera tra Eric Bischoff e Vince McMahon, inizialmente Nitro guadagnò popolarità a discapito della trasmissione WWF. In poco tempo Nitro sorpassò Raw negli indici d'ascolto. Nitro batté Raw per 84 settimane consecutive fino a quando Raw gradualmente riconquistò definitivamente la leadership. Al suo culmine, la rivalità incluse attacchi personali, sfide e insulti reciproci nei rispettivi show. Eric Bischoff arrivò persino a sfidare Vince McMahon in un match da svolgersi al ppv WCW Slamboree 1998. McMahon non accettò mai la sfida.

## Puntate celebri
| Titolo                 | Data             | Località          | Ascolti | Note |
| ---------------------- | ---------------- | ----------------- | ------- | --- |
| Monday Nitro           | 4 settembre 1995 | Minneapolis       | 2.5     | Prima storica puntata di Monday Nitro |
| Monday Nitro           | 31 agosto 1998   | Miami             | 6.0     | Puntata nella quale Monday Nitro raggiunge il proprio record di ascolti |
| Fingerpoke of Doom     | 4 gennaio 1999   | Atlanta           | 5.0     | Puntata nella quale il commentatore Tony Schiavone, su ordine di Eric Bischoff, rivela in diretta la vittoria del titolo WWF da parte di Mankind nel programma rivale, Monday Night Raw, causando lo spostamento di oltre 600.000 telespettatori verso la concorrenza |
| Monday Nitro           | 3 aprile 2000    | N.D.              | 1.8     | Puntata nella quale vengono rivisitati i momenti più memorabili di Monday Nitro |
| Monday Nitro           | 10 aprile 2000   | Denver            | 3.1     | Puntata nella quale Eric Bischoff e Vince Russo rendono vacanti tutti i titoli |
| WarGames 2000          | 4 settembre 2000 | Dallas            | 3.6     | Puntata dedicata al quinto anniversario del programma |
| The Night of Champions | 26 marzo 2001    | Panama City Beach | 3.0     | Ultima puntata di Monday Nitro prima della cessione della WCW a Vince McMahon |

### The Night of Champions
Nel tentativo di salvare la WCW e Nitro, Bischoff cercò di acquistare la compagnia insieme a un gruppo di investitori. Tuttavia, sebbene l'offerta di Bischoff fosse stata accettata, il dirigente della Turner Broadcasting Jamie Kellner annunciò che tutti i programmi WCW sarebbero stati immediatamente eliminati dalla programmazione del network televisivo. Il gruppo di Bischoff ritirò l'offerta essendo vincolante il supporto televisivo e la WCW fu quindi rilevata in toto dalla rivale WWE.
Fu annunciato che la successiva puntata di Nitro del 26 marzo 2001 da Panama City sarebbe stata l'ultima e avrebbe avuto come titolo The Night of Champions ("La notte dei campioni"). Lo show iniziò con l'apparizione via satellite di Vince McMahon dalla Gund Arena di Cleveland, Ohio, da dove era trasmessa la puntata di RAW is WAR di quella settimana. McMahon annunciò in diretta l'acquisizione della WCW.
Lo show fu unico del suo genere in quanto furono messi in palio tutti i maggiori titoli della WCW (WCW Hardcore Championship escluso) e in 6 dei 7 match della serata vinsero i "buoni" (tradizionalmente la WCW era stata vista fino a quel momento come una federazione dove erano i "cattivi" le maggiori stelle, in netta opposizione a quanto succedeva nella WWF. Shawn Stasiak fu l'unico heel a vincere un incontro nell'episodio finale di Nitro). In aggiunta, vari wrestler della WCW furono intervistati circa la vendita della compagnia. L'ultimo match combattuto a Nitro fu tra gli eterni rivali Ric Flair e Sting. Sting si aggiudicò la contesa, e alla fine del match i due avversari si abbracciarono al centro del ring.
| # | Incontri                                                                                                  | Stipulazioni                                                  | Durate |
| - | --- | ------------------------------------------------------------- | ------ |
| 1 | Booker T ha sconfitto Scott Steiner (c)                                                                   | Single match per il WCW World Heavyweight Championship        | 05:10  |
| 2 | Billy Kidman e Rey Mysterio hanno sconfitto Evan Karagias e Shannon Moore e Jimmy Yang e Kazuhiro Hayashi | Triple Threat Tag Team match                                  | 03:38  |
| 3 | Shane Helms (c) ha sconfitto Chavo Guerrero Jr.                                                           | Single match per il WCW Cruiserweight Championship            | 04:40  |
| 4 | Chuck Palumbo e Sean O'Haire (c) hanno sconfitto Lance Storm e Mike Awesome                               | Tag Team match per il WCW World Tag Team Championship         | 03:20  |
| 5 | Shawn Stasiak ha sconfitto Bam Bam Bigelow                                                                | Single match                                                  | 01:23  |
| 6 | Billy Kidman e Rey Mysterio hanno sconfitto Elix Skipper e Kid Romeo (c)                                  | Tag Team match per il WCW Cruiserweight Tag Team Championship | 04:43  |
| 7 | Sting ha sconfitto Ric Flair                                                                              | Single match                                                  | 07:17  |